# Achaearanea inopinata
Achaearanea inopinata là một loài nhện trong họ Theridiidae.
Loài này thuộc chi Achaearanea. Achaearanea inopinata được Paolo Marcello Brignoli miêu tả năm 1972.